# ストレッガ海底地すべり

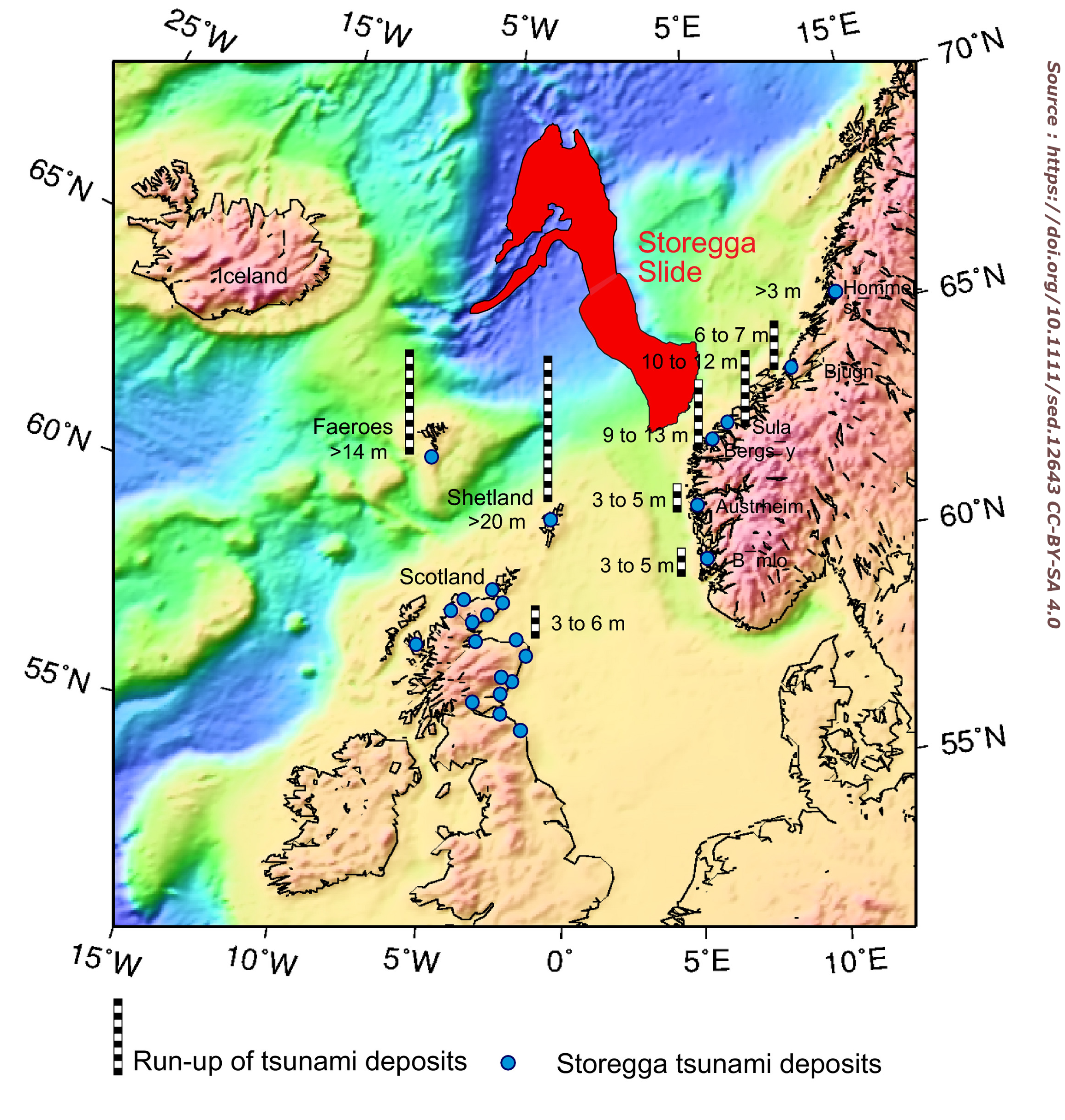
ストレッガ海底地すべりの位置（赤色）

ストレッガ海底地すべり:158（ストレッガかいていじすべり、英語: Storegga slide）は北海に所在する大規模な地すべり跡及びそれを生じさせたイベントの名称である。
紀元前6225年から紀元前6170年の間にかけて発生したと考えられている、現在のノルウェー沖付近の大陸棚で発生した計三回の海底地すべりの総称である。これらの海底地すべりは合計290 km2の長さに及び、3500 km3の土砂が移動した。その結果、北海及び大西洋に巨大津波を引き起こした:289。

## 概要
Storeggaはノルウェー語で「大きな縁」（stor (great) + egg (edge)）の意を持つ大陸棚であり、ムーレの海岸の沖に所在した。海岸から100 kmほどの場所に大陸棚の淵があり、その場所において発生した大規模な海底地すべりがストレッガ海底地すべりである。また史上最大規模の地すべりであったと考えられている:289。
この海底地すべりは巨大な津波を引き起こし、その結果スコットランドなどに多量の堆積物を堆積させた。スコットランドのモントローズ盆地においてはこれがよく観察され、堆積物に含まれていた植物を用いた放射性炭素年代測定により、この地すべりが紀元前6225年から紀元前6170年の間に発生したことが明らかとなった。
地すべりを引き起こした原因として様々な説が考えられてきた。Margonellis (2014)は海底に存在したメタンハイドレートが地震によって約164倍に膨張したことによる崩壊を考えた。Williams (2016)は氷河によって地面が迷子石のように運搬されたり、地震などによって陸上が崩壊したりしたことに伴って海底が崩壊したという考えを示した。

## 被害と痕跡

### 津波
地すべりが発生した場所から見て西にあるドッガーランドは現在海面上昇によって水没してしまい、ドッガーバンクと呼称される堆となっているが、ストレッガ海底地すべりが発生した当時は陸地であった。ここには中石器時代の人々が居住しており、現在のイギリス、デンマーク、オランダを結ぶ陸橋となっていた。この場所はラグーンや干潟などが広がっていた場所であり、住民は主に漁労によって食料を得ていたが、この津波によって大きく人口を減少させたと考えられている。

## 関連文献
- Paull, Charles K.; Ussler Iii, William; Holbrook, W. Steven; Hill, Tessa M.; Haflidason, Haflidi; Winters, William; Lorenson, Thomas; Aiello, Ivano et al. (2010). “The tail of the Storegga Slide: Insights from the geochemistry and sedimentology of the Norwegian Basin deposits”. Sedimentology 57:  1409-1429. doi:10.1111/j.1365-3091.2010.01150.x. ISSN 0037-0746. OCLC 664249980. J-GLOBAL 201002288103124316 2020年12月6日閲覧。.